# Xerotus berteroi
Xerotus berteroi är en svampart som beskrevs av Mont. 1850. Xerotus berteroi ingår i släktet Xerotus och familjen Polyporaceae.   Inga underarter finns listade i Catalogue of Life.